# Conyza
Conyza Less., 1822 è un genere di piante spermatofite dicotiledoni appartenenti alla famiglia delle Asteraceae, dall'aspetto di erbacee annuali o biennali con piccoli fiori terminali. 
Attualmente questo genere è considerato sinonimo del genere Erigeron L..

## Etimologia
Il nome del genere (Conyza) deriva dal greco konops (= pulci), o konis (= polvere), alludendo alla polvere prodotta con la pianta secca e utilizzata per respingere gli insetti indesiderati.

## Descrizione
La forma tipica per questo genere è quella di un fusto semplice con foglie regolari e una fitta infiorescenza terminale. L'altezza di queste piante può variare molto: in Italia si va dai 10 cm della specie bonariensis ai 200 cm della specie albida; in America però sono stati trovati individui anche di 3.5 m. La forma biologica prevalente delle specie del genere è terofita scaposa (T scap) : ossia sono pianta annuali con fusto allungato e poco foglioso.

### Fusto
I fusti sono eretti o ascendenti, semplici nella parte inferiore e più ramificati nel'infiorescenza. La superficie è pubescente (raramente glabra) e spesso sono presenti degli ispidi peli patenti.

### Foglie
Tutte le foglie hanno più o meno una forma lanceolata con lamina intera o grossolanamente dentata, più o meno pubescenti ma anche cigliate. La pagina fogliare in alcune specie è uninervia, in altre si presenta con diverse nervature laterali.
- Foglie basali: le foglie della rosetta basale di norma sono picciolate ed hanno una forma più oblanceolata che lineare.
- Foglie cauline: le foglie cauline lungo il fusto sono disposte in modo alterno e regolare; sono progressivamente più brevi e più lineari; quelle superiori sono sessili.

Nelle specie italiane le foglie basali (che sono le più grandi) raggiungono mediamente i 10 mm di larghezza e i 100 mm di lunghezza.

### Infiorescenza
L'infiorescenza è composta da singoli capolini terminali disposti a pannocchia o a corimbo, e in genere è fogliosa e ampia. La struttura dei capolini è quella tipica delle Asteraceae : un peduncolo sorregge un involucro cilindrico o piriforme o campanulato formato da più squame  che fanno da protezione al ricettacolo  sul quale s'inseriscono due tipi di fiori: quelli esterni ligulati (che in questo genere spesso sono atrofizzati) e quelli interni tubulosi. 

La dimensione degli involucri va da 2 mm a 5 – 7 mm; il numero delle squame è a seconda della specie da 20 a 40 per capolino, sono disposte in 2-3 serie in modo embricato. I capolini dell'infiorescenza possono arrivare fino a 100 per una singola pianta. Mentre ogni capolino può contenere fino a 200 fiori tra quelli esterni e quelli interni.

### Fiori
I fiori sono tetra-ciclici (calice – corolla – androceo – gineceo), pentameri, attinomorfie ermafroditi.

In generale i caratteri morfologici dei fiori delle piante di questo genere possono essere così riassunti:
- Formula fiorale:

K 0, C (5), A (5), G 2 infero 
- Calice: i sepali sono ridotti ad una coroncina di squame.
- Corolla: i petali sono saldati a tubo con 3 - 4 denti finali.
- Androceo: gli stami sono 5 con filamenti liberi, mentre le antere sono saldate tra di loro e formano un manicotto circondante lo stilo.
- Gineceo: l'ovario è infero uniloculare formato da 2 carpelli; lo stilo è unico ma profondamente bifido

### Frutti
Il frutto è un achenio secco e deiscente di colore marrone pallido con un pappo bianco – grigiastro formato da alcune decine di setole (da 15 a 30). Il pappo ha la funzione di disperdere col vento i semi della pianta. La diffusione di queste piante è facilitata anche dall'enorme numero di semi prodotti da ogni individuo (forse 200.000 e più) e dalla loro leggerezza (i semi infatti hanno le dimensioni di 1 – 1.5 mm).

## Distribuzione e habitat
In Italia questo genere è considerato “avventizio”, infatti sono tutte specie importate dall'estero (dall'America) e poi naturalizzatasi in Italia.

Le piante del genere Conyza sono diffuse in tutte le regioni tropicali e temperato – calde del globo. In Italia sono comuni su tutto il territorio, ed anzi sono considerate delle specie in via di espansione e in certi casi anche invasive.

L'habitat tipico sono i bordi lungo le strade, negli incolti aridi, ambienti ruderali e scarpate, ma anche sulle rive dei corsi d'acqua e dune sabbiose; a quote più alte si possono trovare sui ghiaioni, pietraie, ripari sotto rocce.

La seguente tabella mette in relazione alcuni dati caratteristici delle 3 specie alpine del genere Conyza:
| Specie             | Comunità vegetali | Piani vegetazionali | Substrato | pH     | Livello trofico | H2O         | Ambiente | Zona alpina         |
| ------------------ | ----------------- | ------------------- | --------- | ------ | --------------- | ----------- | -------- | ------------------- |
| Conyza canadensis  | 2                 | collinare montano   | Ca Ca/Si  | basico | medio           | secco       | B1 B2 B5 | tutto l'arco alpino |
| Conyza bonariensis | 2                 | collinare           | Ca Ca/Si  | basico | alto            | molto secco | B1 B2    | TO CO BG BS UD      |
| Conyza albida      | 2                 | collinare           | Ca Ca/Si  | basico | alto            | secco       | B2       | tutto l'arco alpino |

Legenda e note alla tabella.

Per il “substrato” con “Ca/Si” si intendono rocce di carattere intermedio (calcari silicei e simili); vengono prese in considerazione solo le zone alpine del territorio italiano (sono indicate le sigle delle province).

Comunità vegetali:
2   =  comunità delle terofitiche pioniere nitrofile;
Ambienti:
B1 = campi, colture e incolti
B2 = ambienti ruderali, scarpate
B5 = rive, vicinanze corsi d'acqua

## Tassonomia
Le famiglia delle Asteraceae (o Compositae, nomen conservandum) è la famiglia vegetale più numerosa, organizzata in oltre 1000 generi per un totale di circa 20.000 specie.

Il genere Conyza è stato definito dal botanico Christian Friedrich Lessing (1809-1862) in una pubblicazione del 1822, ma è stato il botanico americano Arthur Cronquist (1919–1992) che ne ha studiato a fondo le caratteristiche e i cui risultati sono stati pubblicati nel corso del secolo passato.

Il genere appartiene alla sottotribù Conyzinae (sottofamiglia Asteroideae, tribù Astereae); gli esatti rapporti filogenetici con gli altri generi di questo raggruppamento, in particolare con i generi Erigeron, Aphanostephus e Leptostelma, sono tuttora oggetto di controversie. In effetti secondo gli attuali orientamenti della comunità scientifica, nelle ultime checklist della flora spontanea italiana questo genere è stato incluso nel genere Erigeron.

Il genere comprende 40 - 50 specie molte delle quali sono di origine americana, mentre le altre sono originarie del Vecchio Mondo (europee, asiatiche e africane); 3 sono le specie proprie della flora italiana.

### Specie spontanee della flora italiana
Le tre specie spontanee della flora italiana possono essere individuate in base alle seguenti chiavi analitiche.
- Gruppo 1A : i fiori periferici del capolino sono tutti femminili con una breve ligula, ma comunque evidente; le squame dell'involucro sono disposte su 3 serie;

Conyza canadensis L. - Saeppola canadese.
- Gruppo 1B :  i fiori periferici del capolino sono tutti femminili e sono privi di ligula;
  - Gruppo 2A :  i fiori periferici del capolino sono tutti femminili e di tipo tubuloso, attinomorfie con 3 - 4 denti terminali; il fusto non è molto alto (da 20 a 60 cm); l'infiorescenza è a pannocchia un po' corimbosa; la pagina fogliare è uninervia; le squame dell'involucro sono disposte su 2 serie;

Conyza bonariensis L. - Saeppola di Buenos Aires.
- Gruppo 2B : i fiori periferici del capolino sono tutti femminili e di tipo tubuloso ma zigomorfi con un solo dente terminale; il fusto è alto fino a 2 m; l'infiorescenza è a pannocchia piramidale; la pagina fogliare presenta diverse nervature ramificate;

Conyza albida L. - Saeppola di Naudin : questa specie nelle classificazioni più recenti viene chiamata C. sumatrensis, mentre C. albida è considerato un sinonimo.

### Generi simili
- Erigeron L. (1753) – Cespica: si differenzia in modo evidente per la maggiore dimensione dei capolini (più simili alle “margheritine”), infatti questi sono provvisti dei fiori periferici ligulati, oltre a quelli tubulosi (il genere Conyza si presenta con questa parte floreale molto ridotta se non atrofizzata del tutto); le specie di questo genere sono inoltre perenni o bienni (quelle di Conyza sono normalmente annuali).

## Usi

### Farmacia
Nella medicina popolare queste piante sono conosciute per alcune proprietà:  astringenti (limita la secrezione dei liquidi), vermifuga (elimina i vermi intestinali), diuretiche (facilita il rilascio dell'urina), cicatrizzanti (accelera la guarigione di ferite).

### Industria
Degli oli essenziali di alcune piante di questo genere sono utilizzati per aromatizzare le caramelle e come base per bevande analcoliche, ma anche nell'industria del profumo per creare sfumature esotiche.